# Arantxa Ramos
Arantxa Ramos Plasencia (Baracaldo, 9 de septiembre de 1988) es una deportista española que compite en natación. Su especialidad es el estilo libre.
Debutó en unos juegos olímpicos en Atenas 2004 obteniendo su mejor resultado en estas citas al quedar 6ª en 4 × 200 m. Participó en los Juegos Olímpicos de Pekín 2008 en la categoría de 4 x 200 m libres. 